# Constantin Negruzzi

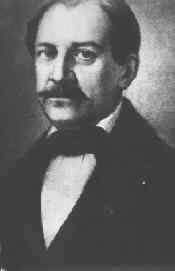
Constantin Negruzzi

Constantin Negruzzi, född 1808 i Hermeziu nära Iași, död 24 augusti 1868, var en rumänsk författare. Han var far till Iacob Negruzzi.
Negruzzi uppsatte 1840 med Vasile Alecsandri och Mihail Kogălniceanu tidskriften "Dacia literara" och skrev bland annat noveller, teaterstycken och den episka dikten Aprodul Purice samt översättningar från bland andra Victor Hugo och Aleksandr Pusjkin. Hans Opere utgavs i tre band 1872.